# Le Grand Marin
 (juin 2018).
Si vous disposez d'ouvrages ou d'articles de référence ou si vous connaissez des sites web de qualité traitant du thème abordé ici, merci de compléter l'article en donnant les références utiles à sa vérifiabilité et en les liant à la section « Notes et références ».
 (juillet 2018).
Le Grand Marin est un roman de Catherine Poulain publié en 2016.

## Résumé
Vers 2015 Lili quitte Manosque pour aller pêcher en Alaska. Elle prend l'avion à Anchorage pour Kodiak où elle embauche sur le « Rebel », palangrier pour la morue noire, qui part dans 3 semaines. Elle prend une maison dans la forêt. Ils sont 9 sur le « Rebel » pour 4 couchettes. Elle se plante une arête dans une main et est débarquée à l'hôpital. Quand elle sort, Steve la recueille. Elle réembarque et revient avec 60 tonnes de morue. Elle repart au flétan sur le bateau d'Adam puis rentre. Après quelques jours, elle retrouve Jude, le grand marin. Il repart, mais ils finissent par se retrouver.

## Commentaires
Le livre est commenté par Axel Kahn. 
Il fait l'objet en 2022 d'une adaptation cinématographique par la réalisatrice russe Dinara Droukarova sous le titre Grand Marin. Le film a obtenu le prix du Jury des spectateurs au 27èmes Rencontres du Cinéma Francophone à Villefranche-sur-Saône en 2022.